# I've Been Waiting for You (canção de Neil Young)
"I've Been Waiting for You" é uma canção composta por Neil Young para o seu álbum de estreia, de 1969.

## Versão de David Bowie
Em 2002, para promover seu álbum Heathen, o músico britânico David Bowie lançou "I've Been Waiting for You" como single no Canadá, terra natal de Neil Young.

### Faixas[2]

#### CD: ISO-Columbia / 38K 003369 (Canadá)
1. "I've Been Waiting for You (Album version)" - 3:00
2. "Sunday (Tony Visconti mix)" - 4:56
3. "Shadow Man" - 4:46

### Créditos
- Produtores
  - David Bowie
  - Tony Visconti
- Músicos:
  - David Bowie: vocais, teclado, sintetizadores, guitarras, saxofone, stylophone, bateria
  - Dave Grohl: guitarra
  - Tony Visconti: baixo, guitarra, flauta doce, B-vox, arranjos de corda
  - Matt Chamberlain: bateria, programação de loops, percussão
  - David Torn: guitarra, loops de guitarra, Omnichord
  - Jordan Rudess: piano e órgão Hammond
  - Gail Ann Dorsey: baixo em "Shadow Man"
  - Earl Slick: guitarra ambiente em "Shadow Man"
  - Mark Plati: violão em "Shadow Man"
  - Lisa Germano: violão em "Shadow Man"